# Minetegneserier
Minetegneserier er en omfattende tegneseriedatabase, hvor hensigten er at registrere alle tegneserier, der er udgivet i de tre skandinaviske lande. Registreringen sker med oplysninger om udgave, oplag, ISBN, årstal, forfattere og tegnere, indholdsoversigt osv., og der vises billede af forside og bagside.
Minetegneserier startede som en rent norsk database, men foråret 2014 blev den udvidet til at omfatte de tre skandinaviske lande.
I februar 2023 var omkring 63 000 norske, 31 000 danske og 44 000 svenske tegneserier registreret på Minetegneserier.

## Eksterne links
- minetegneserier.no